# Folke Walder
Oscar Folke Uebel-Walder, född 25 augusti 1896 i Linköping, död 31 oktober 1984 i Göteborg, var en svensk skådespelare. Han medverkade bland annat i TV-serien Hem till byn, i rollen som magister Berglund.

## Filmografi
- 1943 – Hans Majestäts rival
- 1949 – Lång-Lasse i Delsbo
- 1949 – Kvinnan som försvann
- 1950 – Loffe blir polis
- 1953 – Ursula – flickan i finnskogarna
- 1963 – Min kära är en ros
- 1967 – De löjliga preciöserna
- 1970 – Grisjakten
- 1971 – Hem till byn (TV-serie) (till och med 1976)
- 1972 – Dela lika (TV-serie)
- 1984 – Taxibilder (TV-serie)

## Teater

### Roller (ej komplett)
| År   | Roll             | Produktion                                              | Regi               | Teater                         |
| ---- | ---------------- | ------------------------------------------------------- | ------------------ | ------------------------------ |
| 1921 | Marcel           | Hemkomsten Robert de Flers och Francis de Croisset      | Karl Hedberg       | Dramaten                       |
| 1928 | Spring           | Gröna hissen Avery Hopwood                              | Gösta Ekman        | Oscarsteatern Vasateatern      |
| 1928 | Bernstorff       | Alexander den Store Gustav Esmann                       |                    | Oscarsteatern                  |
| 1929 | Arthur Wells     | Vi ä' alla lika Frederick Lonsdale                      | Rudolf Wendbladh   | Helsingborgs stadsteater       |
| 1929 | Osorio           | Don Gil av gröna byxor Tirso de Molina                  | Rudolf Wendbladh   | Helsingborgs stadsteater       |
| 1929 | Toni             | Periferi František Langer                               | Rudolf Wendbladh   | Helsingborgs stadsteater       |
| 1929 | Raleigh          | Resans slut Robert Cedric Sheriff                       | Rudolf Wendbladh   | Helsingborgs stadsteater       |
| 1929 | Henrik Strand    | Herr Dardanell och hans upptåg på landet August Blanche | Rudolf Wendbladh   | Helsingborgs stadsteater       |
| 1930 | Tamise           | Topaze Marcel Pagnol                                    | Albert Nycop       | Helsingborgs stadsteater       |
| 1930 | Jam Singh        | Mordet i andra våningen Frank Vosper                    | Rudolf Wendbladh   | Helsingborgs stadsteater       |
| 1930 | Eugene           | Kom, sågs, segrade! Louis Verneuil                      | Rudolf Wendbladh   | Helsingborgs stadsteater       |
| 1930 | Pamphilius       | Karusellen George Bernard Shaw                          | Rudolf Wendbladh   | Helsingborgs stadsteater       |
| 1930 | Farbror Emile    | Odågan Jacques Deval                                    | Rudolf Wendbladh   | Helsingborgs stadsteater       |
| 1930 | Van Dusen        | Rena rama sanningen James H. Montgomery                 | Rudolf Wendbladh   | Helsingborgs stadsteater       |
| 1931 | Johan            | Markurells i Wadköping Hjalmar Bergman                  | Albert Nycop       | Helsingborgs stadsteater       |
| 1931 | Olibet           | "Succes!" Édouard Bourdet                               | Rudolf Wendbladh   | Helsingborgs stadsteater       |
| 1931 | Ewald Medèll     | Sensation Erik Lindorm                                  | Rudolf Wendbladh   | Helsingborgs stadsteater       |
| 1932 | Redaktör Kragh   | Svensson Gustaf H. Lundberg                             | Erik Berglund      | Folkteatern                    |
| 1933 | Sebastian        | April, april eller Vad ni vill William Shakespeare      | Per Lindberg       | Blancheteatern                 |
| 1935 | William Bale     | Processen Bennet Edward Wooll                           | Harry Roeck-Hansen | Blancheteatern                 |
| 1935 |                  | Den lilla butiken Ladislaus Bus-Fekete                  | Martha Lundholm    | Martha Lundholms turnésällskap |
| 1936 | Tajosnij         | Ryttarpatrullen František Langer                        | Rudolf Wendbladh   | Helsingborgs stadsteater       |
| 1937 | Vaccarès         | Min son ministern André Birabeau                        | Martha Lundholm    | Vasateatern                    |
| 1941 | Ryttmästaren     | Fadren August Strindberg                                | Ingmar Bergman     | Folke Walders turné            |
| 1949 |                  | Som ni behagar William Shakespeare                      | Rune Carlsten      | Skansens friluftsteater        |
| 1953 | Lord Bolingbroke | Hertiginnan regerar Eugene Scribe                       | Brita von Horn     | Dramatikerstudion              |
| 1954 | Edgar            | Dödsdansen II August Strindberg                         | Per Simon Edström  | Kammarteatern                  |
| 1954 |                  | Ett glas vatten Eugene Scribe                           | Brita von Horn     | Kammarteatern                  |
| 1960 |                  | Att och att icke Bo Sköld                               | Lars Engström      | Göteborgs stadsteater          |
| 1960 |                  | Den ena för den andra Gustav III                        | Lars Engström      | Göteborgs stadsteater          |

## Radioteater

### Roller
| År   | Roll    | Produktion                                 | Regi        |
| ---- | ------- | ------------------------------------------ | ----------- |
| 1948 | Lepidus | Antonius och Kleopatra William Shakespeare | Alf Sjöberg |

### Fotnoter
1. ↑  ”Folke Walder”. Svensk Filmdatabas. http://www.sfi.se/sv/svensk-filmdatabas/Item/?type=PERSON&itemid=61607&iv=OVERVIEW. Läst 21 augusti 2012.
2. ↑  ”Gröna hissen”. Musikverket. http://calmview.musikverk.se/CalmView/Record.aspx?src=CalmView.Performance&id=PERF22273&pos=331. Läst 11 juli 2015.
3. ↑  Teateralmanack 1928 i Svenska Dagbladets Årsbok – sjätte årgången, händelserna 1928 (1929) sid. 145
4. ↑  Nbg (9 oktober 1932). ”'Svensson' på Folkteatern”. Dagens Nyheter:  s. 10. http://arkivet.dn.se/tidning/1932-10-09/275/10. Läst 16 mars 2017.
5. ↑  ”April! April! eller Vad ni vill”. Musikverket. http://calmview.musikverk.se/CalmView/Record.aspx?src=CalmView.Performance&id=PERF22064&pos=73. Läst 11 april 2016.
6. ↑  ”Teater Musik Film”. Dagens Nyheter:  s. 7. 14 januari 1935. http://arkivet.dn.se/arkivet/tidning/1935-01-14/13/7. Läst 21 mars 2016.
7. ↑  ”Teater Musik Film: Sommarteater”. Dagens Nyheter:  s. 9. 21 maj 1935. https://arkivet.dn.se/tidning/1935-05-21/137/9. Läst 24 januari 2021.
8. ↑  ”Teater Musik Film: Vasateatern”. Dagens Nyheter:  s. 8. 23 februari 1937. http://arkivet.dn.se/arkivet/tidning/1937-02-23/52/8. Läst 10 januari 2016.
9. ↑  ”Fadren”. Stiftelsen Ingmar Bergman. http://ingmarbergman.se/verk/fadren. Läst 16 oktober 2015.
10. ↑  ”Skansenteatern”. Leopolds antikvariat. Arkiverad från originalet den 28 mars 2016. https://web.archive.org/web/20160328020221/http://www.abm.se/leopolds/Skansenteatern.html. Läst 19 mars 2016.
11. ↑  ”Teater Musik Film: Hertiginnan repeterar”. Dagens Nyheter:  s. 13. 23 oktober 1953. http://arkivet.dn.se/arkivet/tidning/1953-10-23/287/13. Läst 12 mars 2016.
12. ↑  S. B-l (29 mars 1954). ”'Dödsdansen', andra delen”. Dagens Nyheter:  s. 12. http://arkivet.dn.se/arkivet/tidning/1954-03-29/86/12. Läst 18 mars 2016.
13. ↑  S. B-l (22 april 1954). ”Scribe på Kammarteatern”. Dagens Nyheter:  s. 13. http://arkivet.dn.se/arkivet/tidning/1954-04-22/108/13. Läst 18 mars 2016.
14. 1 2  ”Nöjesnytt”. Dagens Nyheter:  s. 9. 10 augusti 1960. https://arkivet.dn.se/tidning/1960-08-10/215/9. Läst 26 september 2020.
15. ↑  ”Radioprogrammet”. Dagens Nyheter:  s. 22. 31 december 1948. https://arkivet.dn.se/tidning/1948-12-31/355/22. Läst 3 juni 2018.